# Antoine Gauzy
Pour les articles homonymes, voir Gauzy.
Antoine Gauzy, né à Nîmes le 4 septembre 1879, et mort à Viry-Châtillon le 12 juin 1963 , est un anarchiste illégaliste, membre de la bande à Bonnot, plus connu sous le surnom de Scipion.

## Biographie
Antoine Gauzy monte à Paris et fréquente Alfred Fromentin que l'on surnomme « le milliardaire anarchiste ». Il s'installe à Ivry-sur-Seine et devient soldeur. Il rencontre Pierre Cardi, né le 24 août 1875 en Corse.
Il vit avec une jeune Nîmoise de 24 ans, Anna Uni dite Nelly, et est père de deux enfants. Étienne Monier a travaillé chez lui comme commis. C'est ce dernier qui lui envoie Jules Bonnot, alors traqué par toutes les polices, mais sans lui révéler sa véritable identité. Le 24 avril 1912, lors d'une perquisition dans la boutique de Gauzy, Bonnot abat le chef adjoint de la Sûreté, Louis François Jouin, et blesse grièvement l’inspecteur principal Louis Alphonse Colmard,.
Arrêté chez lui à son domicile rue de Paris à Ivry-sur-Seine (aujourd'hui avenue Maurice-Thorez), il est molesté par la foule et il arrive le visage tuméfié devant Guichard, le chef de la Sûreté. Il est accusé d'avoir dissimulé à la police la présence de Bonnot chez lui, Gauzy dit avoir hébergé un compagnon dont il ignore le véritable nom. Passible de la peine de mort, il est jugé avec les survivants et complices de la bande.
Le 27 février 1913, Gauzy est condamné à 18 mois de prison et est libéré le 8 juillet 1913.

### Notices biographiques
- Dictionnaire des anarchistes, « Le Maitron » : notice biographique
- Dictionnaire international des militants anarchistes : notice biographique
- L'Éphéméride anarchiste : notice biographique
- Dictionnaire biographique, mouvement ouvrier, mouvement social : notice biographique